# Barmby on the Marsh
Ne doit pas être confondu avec Barmby Moor.
Barmby on the Marsh est un village et une paroisse civile du Yorkshire de l'Est, en Angleterre. Il est situé sur la rive orientale de la rivière Ouse, non loin de son confluent avec la Derwent, à environ 6 km à l'ouest de la ville de Howden. Au moment du recensement de 2011, il comptait 372 habitants.

## Étymologie
Le nom Barmby est d'origine scandinave, avec le suffixe -bý désignant une ferme. La première partie du nom pourrait être barn « enfants », et faire référence à un domaine géré par plusieurs héritiers conjointement, ou bien un nom de personne, Barni ou Bjarni. Le village est attesté dans le Domesday Book sous le nom Barnebi.